# Corpus Christii
Corpus Christii – portugalski jednoosobowy projekt z gatunku black metal, powstały w Lisbonie w 1988. W projekcie za grę na wszystkich instrumentach oraz za śpiew odpowiada Nocturnus Horrendus. Jest on także założycielem wytwórni płytowej Nightmare Productions.

## Dyskografia
- Anno Domini (1998, Demo)
- Saeculum Domini (2000,LP)
- Decadentia Christii (2000, Split)
- The Fire God (2001, LP)
- Master of... (2002, EP)
- In League with Black Metal (2002,LP)
- Tormented Belief (2003,LP)
- F.O.A.D. (2004, Split)
- The Torment Continues (2005, LP)
- Lost Chapters (2007,EP)
- Rising (2007, LP)
- Carving a Pyramid of Thoughts (2008, EP)
- Luciferian Frequencies (2011, LP)[2]